# Чемпионат Запорожской области по футболу
Чемпионат Запорожской области по футболу — областное соревнование украинского футбола среди любительских команд. С 1991 года проводится под эгидой Запорожской областной ассоциации футбола (ранее — федерации).

## Все победители

### Победители 1939—1974
| Год  | Чемпион                      | Город ФК       |
| 1939 | «Локомотив»                  | Запорожье      |
| 1940 | «Локомотив»                  | Запорожье      |
| 1945 | «Локомотив»                  | Запорожье      |
| 1946 | «Большевик»                  | Запорожье      |
| 1947 | «Торпедо»                    | Осипенко       |
| 1948 | «Торпедо»                    | Осипенко       |
| 1949 | «Сталь»                      | Запорожье      |
| 1950 | «Металлург»                  | Запорожье      |
| 1951 | «Стрела» («Машиностроитель») | Запорожье      |
| 1952 | «Машиностроитель»            | Запорожье      |
| 1953 | «Машиностроитель»            | Запорожье      |
| 1954 | «Машиностроитель»            | Запорожье      |
| 1955 | «Машиностроитель»            | Запорожье      |
| 1956 | «Буревестник»                | Мелитополь     |
| 1957 | «Буревестник»                | Мелитополь     |
| 1958 | «Авангард»                   | Большой Токмак |

| Год  | Чемпион           | Город ФК     |
| 1959 | «Машиностроитель» | Запорожье    |
| 1960 | «Буревестник»     | Мелитополь   |
| 1961 | «Буревестник»     | Мелитополь   |
| 1962 | «Азовец»          | Бердянск     |
| 1963 | «Стрела»          | Запорожье    |
| 1964 | «Стрела»          | Запорожье    |
| 1965 | «Стрела»          | Запорожье    |
| 1966 | «Стрела»          | Запорожье    |
| 1967 | «Титан»           | Запорожье    |
| 1968 | «Метеор»          | Запорожье    |
| 1969 | «Торпедо»         | Мелитополь   |
| 1970 | «Титан»           | Запорожье    |
| 1971 | «Титан»           | Запорожье    |
| 1972 | «Горняк»          | Днепрорудное |
| 1973 | «Горняк»          | Днепрорудное |
| 1974 | «Коммунар»        | Запорожье    |

### Призёры чемпионатов с 1975 года
| Год          | Победитель                          | 2 место                      | 3 место                             |
| ------------ | ----------------------------------- | ---------------------------- | ----------------------------------- |
| 1975         | «Трансформатор» Запорожье           | «СДЮШОР-Металлург» Запорожье | «Стрела» Запорожье                  |
| 1976         | «Трансформатор» Запорожье           |                              |                                     |
| 1977         | «Титан» Запорожье                   | «Старт» Запорожье            | «Кристалл» Запорожье                |
| 1978         | «Старт» Запорожье                   |                              |                                     |
| 1979         | «Старт» Запорожье                   |                              |                                     |
| 1980         | «Титан» Запорожье                   | «Старт» Запорожье            | «Кристалл» Запорожье                |
| 1981         | «Старт» Запорожье                   | «Горняк» Днепрорудное        | «Кристалл» Запорожье                |
| 1982         | «Горняк» Днепрорудное               | «Старт» Запорожье            | «Кристалл» Запорожье                |
| 1983         | «Химик» Запорожье                   | «Горняк» Днепрорудное        | «Торпедо» Мелитополь                |
| 1984         | «Торпедо» Мелитополь                | «Трансформатор» Запорожье    | «Старт» Запорожье                   |
| 1985         | «Кристалл» Запорожье                | «Старт» Запорожье            | «Горняк» Днепрорудное               |
| 1986         | «Трансформатор» Запорожье           | «Старт» Запорожье            | «Орбита» Запорожье                  |
| 1987         | «Торпедо» Бердянск                  | «Кристалл» Запорожье         | «Старт» Запорожье                   |
| 1988         | «Энергия» Бердянск                  | «Старт» Запорожье            | «Прогресс» пгт. Приазовское         |
| 1989         | «Трансформатор» Запорожье           | «Торпедо» Бердянск           | «Прогресс» пгт. Приазовское         |
| 1990         | «Металлург» Запорожье               | «Орбита» Запорожье           | «Дизелист» Токмак                   |
| 1991         | «Орбита» Запорожье                  | «Дружба» с. Осипенко         | «Энергия» Бердянск                  |
| 1992         | «Торпедо» Мелитополь                | «Дизелист» Токмак            | «Стрела» («Мотор Сич») Запорожье    |
| 1992/93      | «Виктор» Запорожье                  |                              |                                     |
| 1994         |                                     | «Энергия» Бердянск           |                                     |
| 1995         | ЗАлК Запорожье                      | «Энергия» Бердянск           |                                     |
| 1996         |                                     |                              |                                     |
| 1997         | ЗАлК Запорожье                      |                              |                                     |
| 1998         | ЗАлК Запорожье                      | «Мотор Сич» Запорожье        | «Стройтрансгаз» Орехов              |
| 1999         | ЗАлК Запорожье                      | «Мотор Сич» Запорожье        | «Таврия» Новониколаевка             |
| 1999 (осень) | ЗАлК Запорожье                      | «Звезда» Запорожье           | «Мотор Сич» Запорожье               |
| 2000         | ЗАлК Запорожье                      | «Таврия» Новониколаевка      | «Мотор Сич» Запорожье               |
| 2001         | «Роза ветров» Гуляйполе             |                              |                                     |
| 2002         | ЗАлК Запорожье                      |                              |                                     |
| 2003         | ЗАлК Запорожье                      | ГУ «ЗИГМУ-Спартак» Запорожье | «Роза ветров» Гуляйполе             |
| 2004         | «ЗИГМУ-Спартак» Запорожье           | «Таврия» Новониколаевка      | «Мотор» Запорожье                   |
| 2005         | «Петровка» (с. Петровка)            |                              |                                     |
| 2006         | «Динамо» Запорожье                  |                              | «Ильич-Осипенко» с. Осипенко        |
| 2007         | «Ильич-Осипенко» с. Осипенко        | «Петровка» (с. Петровка)     | «Спартак-ЗИГМУ» Запорожье           |
| 2008         | «Ильич-Осипенко» с. Осипенко        | «Петровка» (с. Петровка)     | «Спартак-КПУ» Запорожье             |
| 2009         | «Ильич-Осипенко» с. Осипенко        | «Виктория» с. Долгое         | «Спартак-КПУ» Запорожье             |
| 2010         | «Мотор» Запорожье                   | «Ильич-Осипенко» с. Осипенко | «Таврия» пгт. Новониколаевка        |
| 2011         | «Мелитопольская черешня» Мелитополь | «Мотор» Запорожье            | «Петровка» (с. Петровка)            |
| 2012         | «Мотор» Запорожье                   | «Таврия-Скиф» (с. Раздол)    | «Вектор» (с. Богатыревка)           |
| 2013         | «Мелитопольская черешня» Мелитополь | «Вектор» (с. Богатыревка)    | «Мотор» Запорожье                   |
| 2014         | «Таврия-Скиф» (с. Раздол)           | «Мотор» Запорожье            | «Вектор» (с. Богатыревка)           |
| 2015         | «Таврия-Скиф» (с. Раздол)           | «Вектор» (с. Богатыревка)    | «Мотор» Запорожье                   |
| 2016         | «Таврия-Скиф» (с. Раздол)           | «Мотор» Запорожье            | «Мелитопольская черешня» Мелитополь |
| 2017         | «Таврия-Скиф» (с. Раздол)           | «Мотор» Запорожье            | «Портовик» Мариуполь                |
| 2018         | «Мотор» Запорожье                   | «Таврия-Скиф» (с. Раздол)    | «Портовик» Мариуполь                |
| 2019         | «Мотор» Запорожье                   | «Таврия-Скиф» (с. Раздол)    | «Портовик» Мариуполь                |
| 2020         | «Ольвия» Чкалово                    | «Мотор» Запорожье            | «Таврия-Скиф» (с. Раздол)           |
| 2021         | «Мотор» Запорожье                   | «Портовик» Мариуполь         | «ОСДЮСШОР» Запорожье                |